# 沙田坳

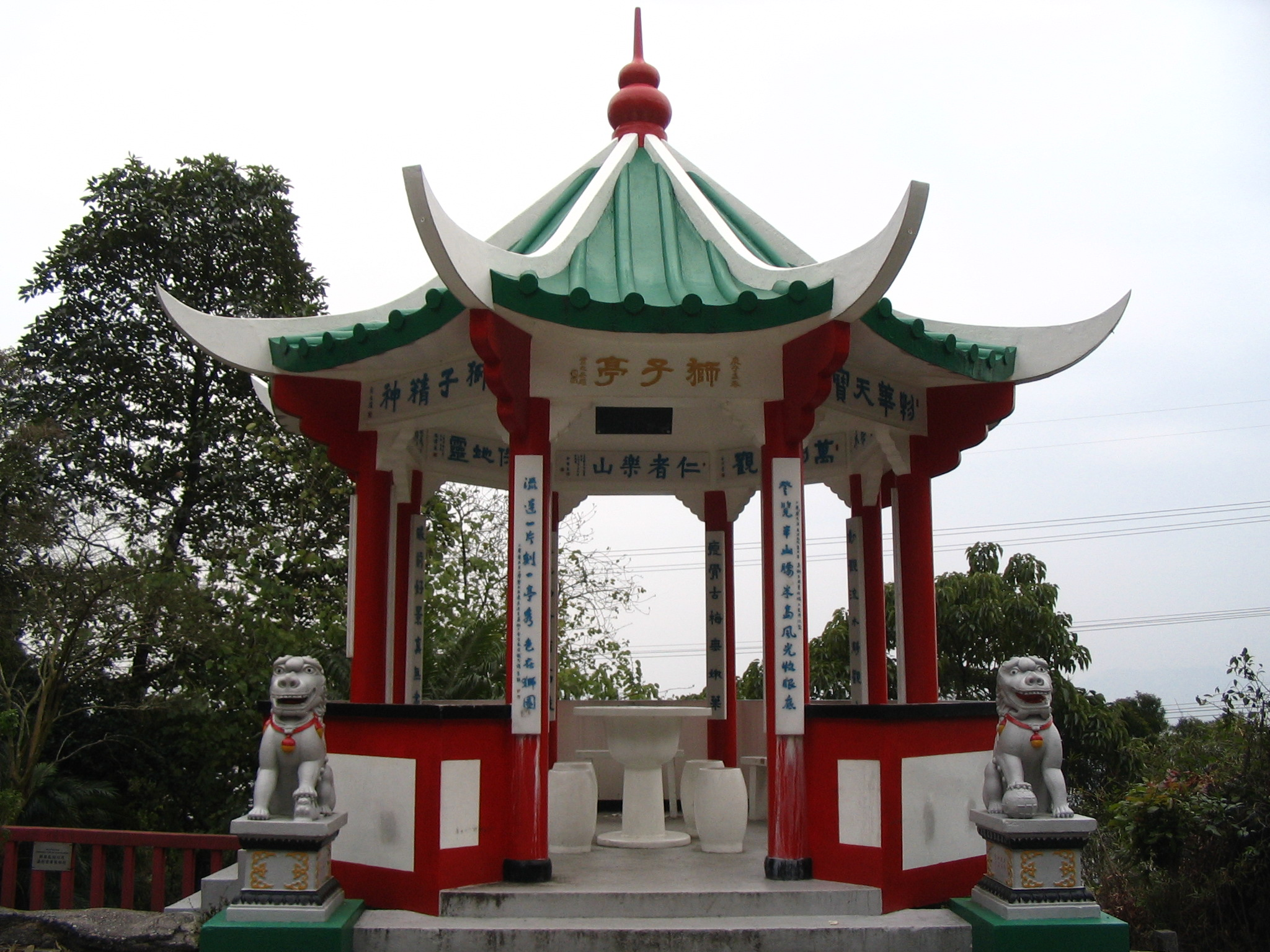
沙田坳頂的獅子亭

沙田坳（英語：Sha Tin Pass），又寫作沙田凹，是香港的一個山坳，於雞胸山及慈雲山之間一帶，為昔日來往九龍及沙田的必經之路。山上地方屬於沙田區，山下地方屬於黃大仙區，以半島獅子園與紫竹亭之間分界。
該處的沙田坳道是由19世紀的駐港英軍所建。然而，隨著20世紀初九廣鐵路的開通及大埔公路的建成，沙田坳的通道才逐漸式微。
麥理浩徑第五段與衛奕信徑第四段均經過該處。沙田坳最高點建有半島獅子園和獅子亭（兩個地方都屬沙田區，與黃大仙區只是近在咫尺），為遊客提供休息的地方。

## 另見
- 沙田坳道
- 沙田坳邨